# یزنوانگ
یزنوانگ (به آلمانی: Jesenwang) یک شهر در آلمان است که در بایرن واقع شده‌است.

## خصوصیات
یزنوانگ ۱۵٫۳۰ کیلومترمربع مساحت دارد ۵۵۸ متر بالاتر از سطح دریا واقع شده‌است.